# قائمة الحاصلين على أوسمة بارالمبية

تظهر هذه القائمة الحاصلين على ميداليات بارالمبية وهي أعلى جائزة تقدمها اللجنة البارالمبية الدولية منذ عام 1994، تحمل الميدالية شعار اللجنة، وتُمنح للمشاركين الذين قدموا أداءً متميزًا في الحركة البارالمبية. 
منحت الميداليات قبل عام 2003 في ثلاث مرتبات هي الذهب والفضة والبرونز. 

## الحاصلون على الميداليات

### التسعينيات
| سنة  | اسم                   | المنصب | اللجنة البارالمبية الوطنية | المستوى |
| ---- | --------------------- | --- | -------------------------- | ------- |
| 1994 | جيرهارد هايبرغ        | رئيس اللجنة المنظمة لدورة الألعاب الأولمبية الشتوية في ليلهامر عام 1994 واللجنة المنظمة لدورة الألعاب البارالمبية في ليلهامر عام 1994 | النرويج                    |         |
| 1994 | جون ماجدال            | المدير الإداري لشركة LPOC | النرويج                    |         |
| 1994 | ليل-أوني أوستيرن      | مدير مكتب LPOC | النرويج                    |         |
| 1994 | رولف جينسن            | مستشار الأماكن في LPOC | النرويج                    |         |
| 1996 | خوان أنطونيو سامارانش | رئيس اللجنة الأولمبية الدولية IOC | إسبانيا                    |         |
| 1996 | أندرو فليمنج          | رئيس اللجنة المنظمة لدورة الألعاب البارالمبية في أتلانتا 1996 (APOC)                                                                  | الولايات المتحدة           |         |
| 1998 | غورو يوشيمورا         | رئيس اللجنة المنظمة لدورة الألعاب البارالمبية في ناغانو 1998 (NAPOC)                                                                  | اليابان                    |         |
| 1998 | تاسوكو تسوكادا        | عمدة ناغانو | اليابان                    |         |
| 1998 | يوشيفومي إيهارا       | نائب الأمين العام لـ NAPOC | اليابان                    |         |
| 1999 | جوان سكروتون          | الأمين العام السابق للاتحاد الدولي لرياضة الكراسي المتحركة في ستوك ماندفيل (ISMWSF)                                                   | بريطانيا العظمى            |         |

### العقد الأول من القرن الحادي والعشرين
| العام | الاسم                                      | المنصب | اللجنة البارالمبية الوطنية | المستوى |
| ----- | ------------------------------------------ | --- | -------------------------- | ------- |
| 2000  | جون جرانت                                  | President of the Sydney 2000 Paralympic Games Organizing Committee (SPOC) | أستراليا                   |         |
| 2001  | روبرت ستيدورد [الإنجليزية]                 | أول رئيس تنفيذي للجنة البارالمبية الدولية | كندا                       |         |
| 2001  | ميشيل رايدينغ [الإنجليزية]                 | موظف في القطاع الطبي في اللجنة البارالمبية الدولية |                            |         |
| 2001  | André Auberger                             | Past IPC Treasurer |                            |         |
| 2001  | Elisabeth Dendy                            | Past President of the Cerebral Palsy International Sports and Recreation Association (CPISRA) | بريطانيا العظمى            |         |
| 2001  | Lina Faria                                 | Past President of CPISRA |                            |         |
| 2001  | Enrique Sanz                               | Past President of the الاتحاد الدولي لرياضات المكفوفين (IBSA) |                            |         |
| 2001  | Guillermo Cabezas                          | Past President of the الاتحاد الدولي لرياضة القدرة (ISOD) |                            |         |
| 2001  | Harry Fang                                 | Founding Father of the ألعاب فيسبيك (FESPIC) | الصين                      |         |
| 2001  | Walter Tröger                              | اللجنة الأولمبية الدولية (IOC) Delegate Member for Disabled Sport |                            |         |
| 2001  | George Dunstan                             | Past اللجنة البارالمبية الدولية (IPC) Regional Representative South Pacific | أستراليا                   |         |
| 2001  | Gilbert Felli                              | IOC Sports Director |                            |         |
| 2002  | Bob Garff                                  | Chairman of the Board of Trustees, Salt Lake 2002 Organizing Committee (SLOC) |                            |         |
| 2002  | ميت رومني                                  | Chief executive Officer and President of SLOC | الولايات المتحدة           |         |
| 2002  | فرازير بولوك                               | Executive Vice-President and Chief Operating Officer of SLOC | الولايات المتحدة           |         |
| 2002  | Bob McCullough                             | Past president of the الاتحاد الدولي لرياضة القدرة (ISMWSF) | أستراليا                   |         |
| 2002  | Gudrun Doll-Tepper                         | Past IPC chairperson of the science committee and president of the International Council of Sport Science and Physical Education (ICSSPE)                                                               |                            |         |
| 2002  | Gertrude Krombholz                         | Past IPC chairperson رياضة رقص بارالمبية |                            |         |
| 2002  | Hans Lindström                             | Past IPC technical officer and regional representative Europe |                            |         |
| 2003  | Yasuhiro Hatsuyama                         | Former IPC Executive Committee member and East Asia Representative |                            |         |
| 2003  | Colin Rains                                | President of the Cerebral Palsy International Sports and Recreation Association (CPISRA) |                            |         |
| 2003  | Hector Ramirez                             | Past President of the Pan American Wheelchair Sport Federation, President of the Argentine Paralympic Committee (COPAR)                                                                                 |                            |         |
| 2003  | Donald Royer                               | President of the Canadian Wheelchair Sports Association |                            |         |
| 2003  | Jean Stone                                 | Technical Secretary to the IPC Sports Council, Women in Sport Committee |                            |         |
| 2003  | كارل إي. وانغ                              | Chairperson of the Norwegian Sports Organization for the Disabled and President of the اللجنة البارالمبية الأوروبية                                                                                     | النرويج                    | النرويج |
| 2003  | Xavier Gonzalez                            | Paralympic Games Liaison Director and interim مدير عمليات |                            |         |
| 2004  | Gianna Angelopoulos-Daskalaki              | President of the Athens Organizing Committee for the Olympic Games (ATHOC) | اليونان                    | اليونان |
| 2004  | جيانس سبانوداكيس                           | Managing director of ATHOC |                            |         |
| 2004  | Ioanna Karyofylli                          | General Manager of ATHOC |                            |         |
| 2004  | لودفيغ غوتمان                              | Pioneer of sport for persons with a disability and founder of the Paralympic Movement | ألمانيا                    | ألمانيا |
| 2004  | Organizacion Nacional de Ciegos (ONCE)     | For their involvement in the الألعاب البارالمبية الصيفية 1992, their support of the Paralympic Movement in Spain and their contributions to the الاتحاد الدولي لرياضات المكفوفين (IBSA)                 | إسبانيا                    | إسبانيا |
| 2005  | Jack Benedick                              | Former athlete; World Championship and Paralympic Games Technical Delegate. Chairperson of IPC Alpine Skiing. Board of Directors of the US Ski and Snowboard Association                                |                            |         |
| 2005  | Birgitta Blomquist                         | Past representative to a variety of sport federations (Swimming Committee Chairperson 1984-1992 and Wintersport Committee Chairperson 1986–1992)                                                        |                            |         |
| 2005  | Chris Cohen                                | Chairperson of the IPC Athletics Executive Committee |                            |         |
| 2005  | Leen Coudenys                              | IPC Executive Assistant |                            |         |
| 2005  | Ian Harrison، رتبة الإمبراطورية البريطانية | President of the International Foundation for Disabled Sailing (IFDS) |                            |         |
| 2005  | Robert Jackson                             | Past director, vice-president and president of the الاتحاد الدولي لرياضة القدرة from 1972 until 1984 |                            |         |
| 2005  | Carol Mushett                              | Past IPC Technical Officer of the IPC Executive Committee |                            |         |
| 2005  | Enrique Perez                              | Past President of the الاتحاد الدولي لرياضات المكفوفين (IBSA) and President of the World Blind Union |                            |         |
| 2005  | Deng Pufang                                | President of the National Paralympic Committee of China, the China Disabled Persons’ Federation (CDPF) and Executive President of the Beijing 2008 Organizing Committee (BOCOG)                         | الصين                      | الصين   |
| 2005  | Albert Tricot                              | Founder of the Belgian Paralympic Committee |                            |         |
| 2005  | وانغ يون داي                               | Vice-president of the Korea Sports Association for the Disabled (KOSAD) and founder of the ‘جائزة وانغ يون داي للإنجاز’                                                                                 |                            |         |
| 2006  | يورك تشاو                                  | Member of the international task force that formed the اللجنة البارالمبية الدولية (IPC) in 1989; former Vice President Policy and Planning on the IPC Executive Committee/Governing Board until 2005    |                            |         |
| 2006  | Giuseppe Ferrari                           | Secretary General of the Organizing Committee for the Paralympic Winter Games of Torino 2006 (ComParTo)                                                                                                 |                            |         |
| 2006  | Björn Hedman                               | Current member of the IPC Medical and Anti-Doping Committee; IPC Medical Officer and member of the IPC Executive Committee/Governing Board (2001 to 2005)                                               |                            |         |
| 2006  | Fred Jansen                                | Current Chairperson of the IPC Sports Council; former member of the IPC Executive Committee/Governing Board (1998 to 2005). Co-opted as a member of the IPC GB in March 2006                            |                            |         |
| 2006  | Tiziana Nasi                               | President of the Organizing Committee for the Paralympic Winter Games of Torino 2006 (ComParTo) |                            |         |
| 2006  | Juan Palau                                 | Former President of the الاتحاد الدولي لرياضة القدرة (ISOD) and IOSD Representative on the IPC Executive Committee/Governing Board from (1993 to 2005)                                                  |                            |         |
| 2006  | Bob Price                                  | Former Chairperson of the British Paralympic Association. President of the اللجنة البارالمبية الأوروبية (2001 to 2005) and former member of the IPC Executive Committee/ Governing Board (2001 to 2005) |                            |         |
| 2006  | François Terranova                         | Former Chairperson of the Paralympic Games Liaison Committee since 1997; former Vice President of Paralympic Games on the IPC Executive Committee/Governing Board (1997 to 2005)                        |                            |         |
| 2006  | Cesare Vaciago                             | Chief executive Officer of the Organizing Committee for the XX Olympic Winter Games (TOROC) |                            |         |
| 2007  | Silas Chiang                               | Former Secretary General of the Hong Kong Disabled Sports Association and involved in the organization of the ألعاب فيسبيك for over 25 years                                                            |                            |         |
| 2007  | Spyros Stavrianopoulos                     | First president of the Hellenic Paralympic Committee and promoter of sports for persons with a disability in Greece.                                                                                    |                            |         |
| 2008  | Liu Qi                                     | Former mayor of Beijing,resident of the Beijing 2008 Organizing Committee (BOCOG), Member of the Political Bureau of the اللجنة المركزية للحزب الشيوعي الصيني, Secretary of the CPC Beijing Committee   |                            |         |
| 2008  | هوي ليانجيو                                | Vice Premier of the الحكومة الشعبية المركزية, Member of the Political Bureau of the اللجنة المركزية للحزب الشيوعي الصيني                                                                                |                            |         |
| 2008  | ليو يان دونغ                               | Vice-president of BOCOG, Member of the Political Bureau of the اللجنة المركزية للحزب الشيوعي الصيني, State Councilor                                                                                    |                            |         |
| 2008  | Chen Zhili                                 | Vice-president of BOCOG, Vice Chairperson of the Standing Committee of the مجلس الشعب الصيني |                            |         |
| 2008  | Deng Pufang                                | President of the China Disabled Persons’ Federation (CDPF), Executive President of BOCOG, Vice Chairperson of the National Committee of the Chinese People's Political Consultative Conference (CPPCC)  |                            |         |
| 2008  | Liu Peng                                   | Executive President of BOCOG, Minister of the General Administration of Sport of China, President of the Chinese Olympic Committee                                                                      |                            |         |
| 2008  | Guo Jinlong                                | Mayor of بكين, Executive President of BOCOG | الصين                      | الصين   |
| 2008  | Tang Xiaoquan                              | President of the Executive Board and Vice President of the China Disabled Persons’ Federation, Executive Vice President of BOCOG                                                                        |                            |         |
| 2008  | Zhao Wenshi                                | Deputy of Paralympic Games Command Center, Vice Chairperson of CPPCC Beijing Committee |                            |         |
| 2008  | مانويل روميرو باز                          | Managing director of Olympic Broadcasting Services (OBS) |                            |         |
| 2008  | Anne Ebbs                                  | Former Secretary General of the Paralympic Council of Ireland (PCI) |                            |         |
| 2009  | Valeriy Sushkevych                         | President of the National Paralympic Committee of Ukraine |                            |         |
| 2009  | Maura Strange                              | Executive Director and Secretary General of the الاتحاد الدولي لرياضة القدرة (IWAS) |                            |         |
| 2009  | Pol Wautermartens                          | Former Chairperson of the IPC Powerlifting Sport Technical Committee |                            |         |
| 2009  | Tony Sainsbury                             | Former Vice-President of الاتحاد الدولي لكرة السلة على الكراسي المتحركة and five-time Chef de Mission of the British Team for the Paralympics                                                           |                            |         |
| 2009  | Jerry Johnston                             | Founder of the Canadian Association for Disabled Skiing (CADS) |                            |         |
| 2009  | Jens Bromann                               | Former President of the الاتحاد الدولي لرياضات المكفوفين (IBSA) |                            |         |
| 2009  | Bob Fisher                                 | Former Chairperson of the كرة القدم لذوي الشلل الدماغي Committee of the Cerebral Palsy International Sports and Recreation Association (CPISRA)                                                         |                            |         |

| السنة | الاسم                                                                       | المنصب | اللجنة البارالمبية الوطنية |
| ----- | --------------------------------------------------------------------------- | --- | -------------------------- |
| 2010  | جون فيرلونغ                                                                 | الرئيس التنفيذي لجنة Vancouver 2010 المنظمة (VANOC) |                            |
| 2010  | دينة الجبان                                                                 | مدير لعبة "فانوك" للألعاب الاولمبية |                            |
| 2010  | جاك بول                                                                     | رئيس مجلس الإدارة (منح بعد وفاته) |                            |
| 2010  | (روستي جويبل)                                                               | رئيس مجلس إدارة فانوك |                            |
| 2011  | ماتيشا بيرغ                                                                 | سبعة مرات من بطولة المرضى المرضى عضو اللجنة الوطنية للألعاب البارالمبية في ألمانيا (2011).                                                                          |                            |
| 2011  | لوكا بانكالي                                                                | رئيس اللجنة الوطنية الميلادية للألعاب الأولمبية في إيطاليا (2011). -مُشاركة في المشاركة في الألعاب المُشلولية ثمان مرات المفوض في الاتحاد الإيطالي لكرة القدم (2011). |                            |
| 2011  | نابيل سالم                                                                  | رئيس سابق للجنة الاولمبية الوطنية في مصر رئيس سابق للجمهورية الاولمبية الأفريقية، نائب رئيس سابق للجانة الاوليمبية الدولية.                                         |                            |
| 2011  | راندي سنو                                                                   | المباراة المباراة ثلاث مرات وأول مباراة المبارحة المباراة في الولايات المتحدة في قاعة المشاهير الأولمبية (2004).                                                    |                            |
| 2012  | سيباستيان كوي                                                               | رئيس لجنة لندن المنظمة للألعاب الأولمبية والبارالمبية (LOCOG) |                            |
| 2012  | بول دايتون                                                                  | الرئيس التنفيذي للوكوج |                            |
| 2012  | كريس هولمز                                                                  | مدير التكامل المتنامي للوكوج |                            |
| 2012  | بوريس جونسون                                                                | رئيس بلدية لندن خلال الألعاب الاولمبية الصيفية 2012 |                            |
| 2012  | كيث ميلز                                                                    | نائب رئيس لوكو |                            |
| 2013  | بوب بالك                                                                    | رئيس سابق لمجلس الرياضيين في المجلس الدولي | [ 7 ]                      |
| 2013  | مايكل باريدو                                                                | رئيس سابق للفيدرالية الدولية للاعبات العمياءالاتحاد الدولي للاعبات العمياء                                                                                          | الفلبين                    |
| 2013  | دانكان كامبل                                                                | مخترع الرجبي الكرسي المتحرك | [ 7 ]                      |
| 2013  | جونكيل سولت                                                                 | رئيسة سابقة لجنة ركاب الخيول اللجنة الاولمبية الدولية | [ 7 ]                      |
| 2014  | ديمتري تشيرنيشينكو                                                          | رئيس لجنة تنظيم الألعاب الأولمبية والبارالمبية في سوتشي لعام 2014                                                                                                   |                            |
| 2014  | ألكسندر غوروفوي                                                             | نائب رئيس الأمن بين الوكالات لدورة الألعاب الأولمبية الشتوية لعام 2014الأولمبياد الشتوي 2014                                                                        |                            |
| 2014  | ديمتري كوزاك                                                                | نائب رئيس الوزراء الروسي |                            |
| 2014  | فلاديمير لوكين                                                              | رئيس اللجنة الاولمبية الروسيةاللجنة الروسية للألعاب البارالمبية |                            |
| 2014  | (أناتولي باخوموف)                                                           | عمدة سوشي |                            |
| 2014  | أوليج سيرومولوتوف                                                           | رئيس الأمن بين الوكالات لدورة الألعاب الأولمبية الشتوية 2014 |                            |
| 2014  | ألكسندر تكافوف                                                              | محافظ كراسنودار كراي |                            |
| 2015  | الدكتور أكسل بولزنجر                                                        | طبيب العيون للجنة الألعاب الوطنية الموازية ألمانيااللجنة الوطنية للمشوارات الأولمبية ألمانيا                                                                        | [ 8 ]                      |
| 2015  | جورجيوس فونتوولاكي                                                          | رئيس اللجنة اليونانية للألعاب البارالمبيةاللجنة اليونانية للألعاب الموازية                                                                                          | [ 8 ]                      |
| 2015  | سيلفانا مستر                                                                | رئيسة سابقة لجنة التزلج الجبري | [ 8 ]                      |
| 2016  | مواطنون في ريو دي جانيرو والبرازيل                                          | "لدعم بارز" لألعاب الألعاب البارالمبية الصيفية 2016 . | البرازيل                   |
| 2016  | شعب حكومة ريو دي جانيرو                                                     | |                            |
| 2016  | المتطوعين والموظفين في الألعاب الأولمبية الصيفية 2016الأولمبياد الصيفي 2016 | |                            |
| 2017  | (آن كودي)                                                                   | | الولايات المتحدة           |
| 2017  | السير فيليب كرافن                                                           | | المملكة المتحدة            |
| 2017  | بول ديبيس                                                                   | | الولايات المتحدة           |
| 2017  | جيرارد ماسون                                                                | | فرنسا                      |
| 2017  | كارل فيللم نيلسن                                                            | | الدنمارك                   |
| 2017  | جاك روج                                                                     | | بلجيكا                     |
| 2017  | ميغيل ساغارا                                                                | | إسبانيا                    |
| 2018  | باتريك جارفيس                                                               | | كندا                       |
| 2018  | لي هي-بوم                                                                   | | كوريا الجنوبية             |
| 2018  | تشوي مون سون                                                                | | كوريا الجنوبية             |
| 2018  | ييو هيونغكو                                                                 | | كوريا الجنوبية             |
| 2018  | كيم جوه                                                                     | | كوريا الجنوبية             |
| 2018  | كيم جيول                                                                    | | كوريا الجنوبية             |
| 2018  | كيم كيهونغ                                                                  | | كوريا الجنوبية             |
| 2019  | خوسيه لويس كامبو                                                            | |                            |
| 2019  | (غريغ هارتونغ)                                                              | | أستراليا                   |
| 2019  | (آلان ديكسون)                                                               | |                            |
| 2019  | رودي فان دن أبيبيل                                                          | |                            |
| 2019  | باسام قصراوي                                                                | |                            |
| 2019  | محمود خسرافي ففا                                                            | |                            |
| 2019  | جورج شلاختنبرجر                                                             | |                            |

### عشرينيات القرن الحادي والعشرين
| سنة  | اسم                | عنوان                                                                       | اللجنة البارالمبية الوطنية |
| ---- | ------------------ | --------------------------------------------------------------------------- | -------------------------- |
| 2021 | سايكو هاشيموتو     | رئيس اللجنة المنظمة لدورة الألعاب الأولمبية والبارالمبية طوكيو 2020 (TOCOG) | اليابان                    |
| 2021 | توشيرو موتو        | الأمين العام للجنة المنظمة لألعاب طوكيو                                     | اليابان                    |
| 2021 | تامايو ماروكاوا    | وزير دورة الألعاب الأولمبية والبارالمبية طوكيو 2020                         | اليابان                    |
| 2021 | يوريكو كويكي       | حاكم طوكيو                                                                  | اليابان                    |
| 2021 | ميتسونوري توريهارا | رئيس اللجنة البارالمبية اليابانية                                           | اليابان                    |
| 2021 | تارو أسو           | نائب رئيس الوزراء السابق ورئيس الوزراء السابق لليابان                       | اليابان                    |
| 2021 | يوشيرو موري        | الرئيس التنفيذي السابق لـ TOCOG                                             | اليابان                    |
| 2021 | يوشيهيدي سوغا      | رئيس وزراء اليابان                                                          | اليابان                    |